# Fexofenadina
La fexofenadina, que se vende bajo la marca Allegra®, entre otras, es un fármaco antihistamínico utilizado en el tratamiento de los síntomas de alergia, como la fiebre del heno y la urticaria.
Terapéuticamente, la fexofenadina es un bloqueador H1 periférico selectivo. Se clasifica como un antihistamínico de segunda generación porque es menos capaz de atravesar la barrera hematoencefálica y causar sedación, en comparación con los antihistamínicos de primera generación.
Fue patentado en 1979 y entró en uso médico en 1996. Está en la Lista de Medicamentos Esenciales de la Organización Mundial de la Salud.  La fexofenadina se fábrica en forma genérica desde 2011. En 2019, fue el medicamento número 283 más recetado en los Estados Unidos, con más de 1 millón de recetas.

## Historia
La historia de la fexofenadina comienza con el desarrollo de la terfenadina, un antihistamínico de segunda generación introducido en la década de 1980. La terfenadina fue uno de los primeros antihistamínicos que no causa sedación significativa, a diferencia de los antihistamínicos de primera generación como la difenhidramina.
Sin embargo, a finales de la década de 1990, se descubrió que la terfenadina podría causar serios efectos adversos cardíacos, como la prolongación del intervalo QT y arritmias, especialmente cuando se tomaba en combinación con otros medicamentos que inhiben su metabolismo, o en pacientes con disfunción hepática.
La fexofenadina es el metabolito activo de la terfenadina. Durante las investigaciones para comprender mejor la terfenadina y sus efectos secundarios, se descubrió que la fexofenadina no tenía los mismos efectos adversos cardíacos. Este hallazgo fue crucial, ya que proporcionaba los mismos beneficios antihistamínicos sin los riesgos cardíacos asociados.
La empresa farmacéutica Hoechst Marion Roussel (ahora parte de Sanofi) desarrolló y patentó la fexofenadina. El objetivo era proporcionar una alternativa más segura a la terfenadina.
Fue aprobada por la FDA en 1996 bajo el nombre comercial Allegra. La introducción al mercado fue un paso importante para el tratamiento de las alergias, ya que ofrecía una opción segura y efectiva sin los riesgos cardíacos asociados con la terfenadina.
Se comercializó como un antihistamínico de segunda generación, destacándose por su bajo potencial de sedación y su seguridad en comparación con la terfenadina y otros antihistamínicos de primera generación.
Desde su aprobación, la fexofenadina se ha mantenido como uno de los antihistamínicos más prescritos en todo el mundo. Su seguridad y eficacia están bien documentadas, y se ha utilizado en millones de pacientes sin incidentes significativos.
La investigación continua ha permitido mejorar las formulaciones y la administración del medicamento, aumentando la comodidad y adherencia del paciente. Además, estudios post-comercialización han seguido demostrando su perfil favorable de seguridad y tolerabilidad
Una noche en noviembre de 1989, una mujer de 39 años fue llevada al Centro Médico Naval Nacional en Bethesda (Maryland) después de un desmayo. Mientras los médicos investigaban, descubrieron que la paciente había perdido el conocimiento cuatro veces en un periodo de dos días y que había estado tomando Seldane junto con ketoconazol. Dado la presencia del caso inusual, la investigación continuó y dio a la luz informes previos de irregularidades peligrosas en los latidos del corazón en pacientes a quienes se les había recetado Seldane. Se encontró que el riesgo estaba relacionado con el uso de ketoconazol o eritromicina; sin embargo, en 1992, la FDA ordenó declaraciones de advertencia en la parte superior de la etiqueta y de los envases de Seldane e Hismanal.
Debido a las críticas y a las preocupaciones sobre el caso los otros antihistamínicos se vieron beneficiados, la FDA comenzó a creer que sería beneficioso dar a la venta otras opciones farmacológicas.
La fexofenadina no está asociada con efectos cardiotóxicos a diferencia de la terfenadina que a dosis altas o en combinación con ciertos medicamentos como el ketoconazol, bloquea los canales  cardíaco de potasio, lo que prolonga el intervalo QT y puede provocar arritmias fatales. Siguiendo las pautas de la FDA, la fexofenadina ha reemplazado a la terfenadina en los Estados Unidos debido a su ausencia de bloqueo de canales de potasio. Múltiples estudios han confirmado que la fexofenadina no induce arritmias ni prolonga significativamente los intervalos QT.

## Descripción
Primero se prepara el derivado de ácido fenilacético se sustituye la cadena isobutilica y generar el alcohol secundario rasénico, por otro lado, se prepara el anillo de piperidina sustituido y se adicionan 2 anillos bencénicos para formar el alcohol terciario, finalmente, se une al nitrógeno de piperidina, la cadena butilica y así se forma la fexofenadina.

## Farmacocinética

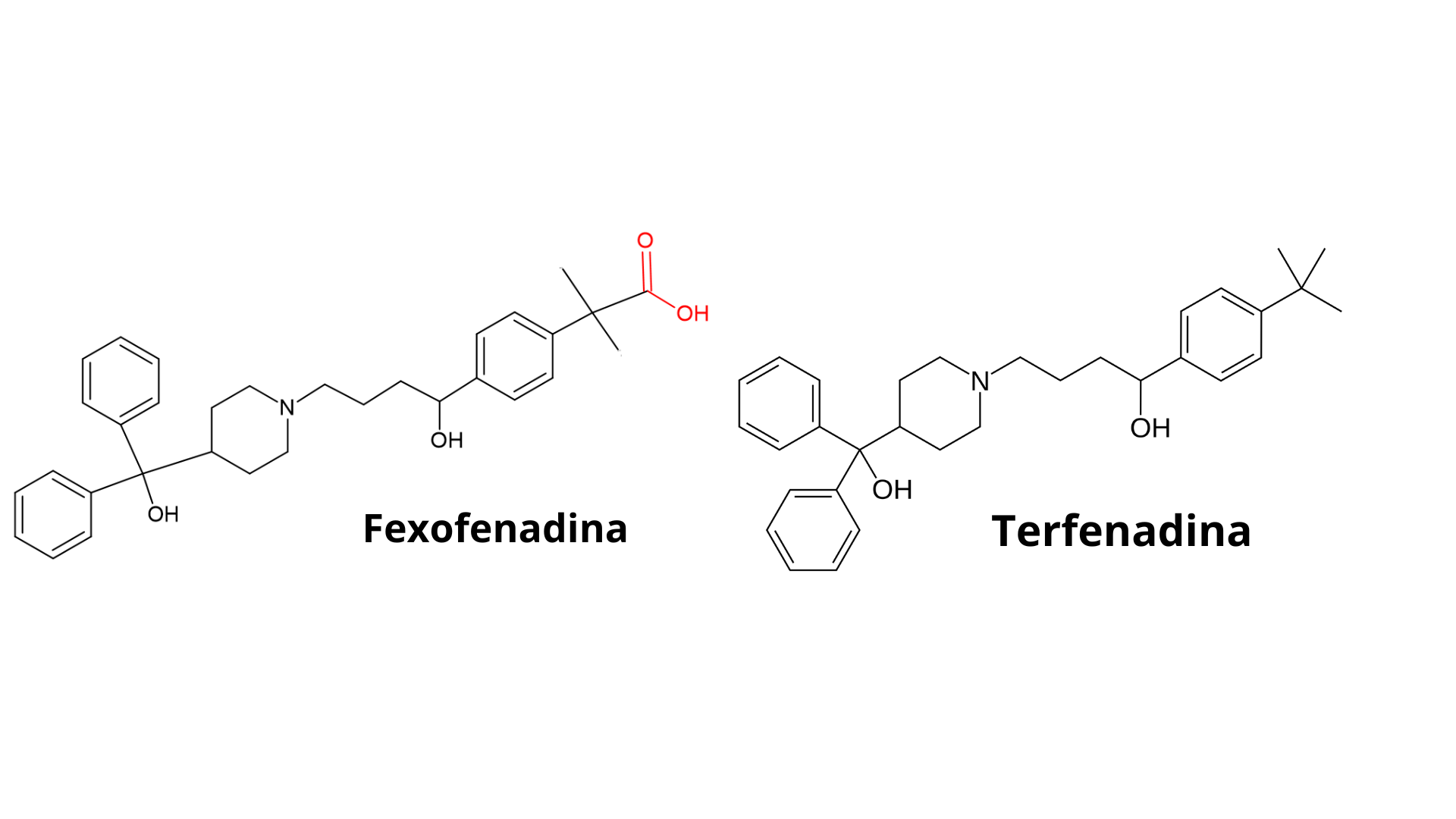
Comparación: Fexofenadina y Terfenadina.

Se administra únicamente por vía oral, se comercializa en tabletas recubiertas y suspensiones orales.

### Absorción
- Se absorbe rápidamente en el tracto gastrointestinal después de la administración oral, alcanzando su concentración plasmática máxima (Cmax) en aproximadamente 1 a 3 horas.
- La biodisponibilidad absoluta del fármaco es de alrededor del 60-70%.
- La presencia de alimentos no afecta significativamente la absorción de la fexofenadina.[12]

### Distribución
- Se distribuye rápidamente por los tejidos del organismo, uniéndose en un 60-70% a las proteínas plasmáticas, principalmente a la albúmina y a la glucoproteína alfa-1 ácida.
- El volumen de distribución aparente es de aproximadamente 5 litros, lo que sugiere que el fármaco se distribuye principalmente en el compartimento intravascular y en los tejidos extravasculares.
- Estudios farmacocinéticos han demostrado que la concentración de fexofenadina en el LCR es muy baja, incluso después de una dosis oral de 120 mg.[13]

### Metabolismo y metabolitos
- Se metaboliza escasamente en el hígado, principalmente por hidroxilación a través de la enzima CYP3A4.
- Los metabolitos de la fexofenadina son inactivos y se eliminan principalmente por las heces.
- La baja tasa de metabolismo hepático de la fexofenadina la convierte en una opción segura para pacientes con insuficiencia hepática leve a moderada.[14]

### Excreción
- Es eliminada principalmente por vía fecal (aproximadamente el 80% de la dosis administrada) y en menor medida por vía urinaria (aproximadamente el 11%).
- La vida media de eliminación terminal es de aproximadamente 14 a 16 horas.
- La eliminación no se ve afectada significativamente por la función renal, por lo que no es necesario ajustar la dosis en pacientes con insuficiencia renal.[15]

### Farmacocinética en poblaciones especiales
- Insuficiencia renal: No se excreta significativamente por vía renal, por lo que no es necesario ajustar la dosis en pacientes con insuficiencia renal.
- Insuficiencia hepática: Se metaboliza mínimamente en el hígado, por lo que no es necesario ajustar la dosis en pacientes con insuficiencia hepática leve a moderada. Sin embargo, se recomienda precaución en pacientes con insuficiencia hepática grave.
- Geriatría: En pacientes de edad avanzada, la fexofenadina se elimina más lentamente del organismo, lo que puede conducir a una mayor acumulación del fármaco en la sangre. Por lo tanto, se recomienda una dosis inicial más baja (60 mg) en este grupo de población.
- Pediatría: No está aprobada para su uso en niños menores de 2 años. Se necesitan más estudios para evaluar la seguridad y eficacia del fármaco en esta población.

## Farmacodinámica

### Mecanismo de Acción

Mecanismo de acción Fexofenadina (visualizar en pantalla completa)

La fexofenadina es un antagonista de los receptores H1 sin efectos en receptores del sistema nervioso central. Están presentes en células del organismo, principalmente en las células musculares lisas, las células endoteliales y las neuronas sensoriales.
La histamina es una amina biogénica que se libera en respuesta a una reacción. Cuando un alérgeno, como el polen o el polvo, entra en contacto con el organismo, las células inmunitarias liberan histamina, la cual desencadena una serie de síntomas como:
- Rinitis: Estornudos, congestión nasal, secreción nasal acuosa, prurito nasal.
- Conjuntivitis: Ojos rojos, hinchados, picazón, lagrimeo.
- Piel: Urticaria (ronchas), picazón, angioedema (hinchazón de la piel y las mucosas).

Al bloquear la unión de la histamina a sus receptores, la fexofenadina previene o reduce la intensidad de estos síntomas alérgicos.
Efectos específicos:
- Evita la contracción muscular lisa: La histamina induce la contracción de la musculatura lisa en las vías respiratorias, lo que provoca broncoespasmo y dificultad para respirar. La fexofenadina antagoniza este efecto, mejorando la respiración y reduciendo la tos y el sibilante.
- Disminución de la permeabilidad vascular: La histamina aumenta la permeabilidad de los vasos sanguíneos, lo que permite la fuga de líquido hacia los tejidos y provoca hinchazón y edema.exclamation La fexofenadina reduce este efecto, disminuyendo la hinchazón y el prurito.
- Inhibición de la nocicepción: La histamina también actúa como un neurotransmisor que estimula las terminaciones nerviosas sensoriales, lo que provoca picazón y dolor. La fexofenadina bloquea este efecto, reduciendo la sensación de picazón y malestar.
- No tiene efectos anticolinérgicos ni en receptores Alfa-1 adrenérgicos.[17]

### Efectos farmacológicos
La fexofenadina se utiliza en el tratamiento de la rinitis alérgica estacional y la urticaria idiopática crónica. Su principal efecto farmacológico es bloquear la acción de la histamina, una amina biogénica que se libera en respuesta a una reacción alérgica y desencadena una serie de síntomas como:
Efectos antihistamínicos:
- Reducción de la contracción muscular lisa: La histamina induce la contracción de la musculatura lisa en las vías respiratorias, lo que provoca broncoespasmo y dificultad para respirar. La fexofenadina antagoniza este efecto,mejorando la respiración y reduciendo la tos y el sibilante.
- Disminución de la permeabilidad vascular: La histamina aumenta la permeabilidad de los vasos sanguíneos, lo que permite la fuga de líquido hacia los tejidos y provoca hinchazón y edema. La fexofenadina reduce este efecto,disminuyendo la hinchazón y el prurito.
- Inhibición de la nocicepción: La histamina también actúa como un neurotransmisor que estimula las terminaciones nerviosas sensoriales, lo que provoca picazón y dolor. La fexofenadina bloquea este efecto,reduciendo la sensación de picazón y malestar.

Efectos adicionales:
- Acción antiinflamatoria: La fexofenadina ha demostrado tener algunos efectos antiinflamatorios, lo que puede contribuir a su eficacia en el tratamiento de la rinitis alérgica y la urticaria.
- Acción analgésica: La fexofenadina también tiene un efecto analgésico leve, lo que puede ayudar a aliviar el dolor asociado a las reacciones alérgicas.

La fexofenadina no tiene ningún efecto sobre la liberación de histamina, sino que actúa específicamente bloqueando sus acciones.
Efectos secundarios:
La fexofenadina es generalmente bien tolerada, pero puede causar algunos efectos secundarios, como:
- Dolor de cabeza
- Somnolencia
- Mareos
- Náuseas
- Diarrea
- Sequedad de boca

Estos efectos secundarios suelen ser leves y transitorios. En raras ocasiones, pueden producirse reacciones alérgicas más graves, como urticaria, angioedema o dificultad para respirar.

### Interacciones
La fexofenadina, independientemente de la vía de administración, presenta una disminución de la biodisponibilidad cuando se toma con jugo de toronja, manzana o naranja. Esta reducción de la biodisponibilidad se produce debido a la inhibición del transportador P-gp. Se debe advertir a los pacientes que administren fexofenadina y cualquiera de estos jugos con al menos 4 horas de diferencia. 
Se ha descubierto que el té verde reduce la biodisponibilidad de la fexofenadina al inhibir la absorción intestinal de la fexofenadina mediada por OATP1A2, disminuyendo así su eficacia. 
La betahistina y el pilolisant son antagonistas de los receptores H3 de histamina. La betahistina es un agonista débil de los receptores H1 y puede disminuir el potencial terapéutico de la fexofenadina. el pilolisant ha sido aprobado para tratamiento de la narcolepsia sin embargo, no se recomienda el uso concomitante de antihistamínicos.
El apalutamida reduce el AUC de la fexofenadina en un 30% cuando se administra simultáneamente con sustratos del transportador P-gp, como la fexofenadina, lo que puede resultar en una pérdida de eficacia de la fexofenadina.
Los informes de casos han mostrado que la fexofenadina produjo resultados falsos positivos para tramadol en pruebas de detección de drogas en orina diseñadas para detectar trastornos por consumo de sustancias. Por lo tanto, se recomienda precaución al interpretar resultados positivos de tramadol en pruebas de orina para personas que toman fexofenadina. 

## Uso clínico

### Rinitis alérgica estacional
La rinitis alérgica estacional se caracteriza por picazón nasal, estornudos, rinorrea (secreción nasal) y congestión nasal. Sin embargo, los antihistamínicos suelen ser menos efectivos para aliviar la congestión nasal. Los desencadenantes de la rinitis alérgica estacional o perenne pueden incluir pasto, polen, polvo, caspa de mascotas y moho.
Un ensayo clínico doble ciego, controlado con placebo y aleatorizado demostró que la fexofenadina tiene una seguridad y eficacia comparables a la loratadina. Cabe destacar que la fexofenadina fue eficaz para aliviar los síntomas de congestión ocular y nasal.
Según la Academia Estadounidense de Alergia, Asma e Inmunología (AAAAI), los médicos pueden considerar complementar el tratamiento con pseudoefedrina si la rinitis alérgica y la congestión nasal persisten a pesar del uso de antihistamínicos orales. La combinación de dosis fija de fexofenadina y pseudoefedrina ha demostrado ser beneficiosa.

### Urticaria
La urticaria crónica idiopática está causada por la degranulación espontánea de los mastocitos. Los desencadenantes sintomáticos incluyen agua, sudor, sol, frío o presión, incluido el dermografismo y la erupción urticariana. Además, los inhibidores de la enzima convertidora de angiotensina (ECA) y los antiinflamatorios no esteroides (AINE) pueden inducir urticaria crónica.  La fexofenadina también es eficaz en el tratamiento de la urticaria colinérgica. Según la AAAAI y el Colegio Estadounidense de Alergia, Asma e Inmunología (ACAAI), los antihistamínicos de segunda generación, como la fexofenadina, se consideran seguros y eficaces para controlar la urticaria colinérgica.

### Efectos Adversos
Las reacciones adversas a medicamentos más comunes dependientes de la dosis asociadas con la fexofenadina incluyen somnolencia, fatiga y sequedad bucal.  Además, la vigilancia posterior a la comercialización ha descrito casos raros del síndrome de Stevens-Johnson o necrólisis epidérmica tóxica inducidos por fexofenadina. 
Los efectos adversos informados en un metaanálisis de ensayos controlados aleatorios incluyen  dolor de cabeza, epistaxis, sinusitis, erupción cutánea, dolor abdominal, diarrea, leucopenia, dolor de espalda, debilidad, sedación o somnolencia y sequedad bucal. 

### Contraindicaciones
La única contraindicación real para usar fexofenadina es la hipersensibilidad a la fexofenadina o a cualquiera de sus componentes. A pesar de que el hígado participa mínimamente en la eliminación de este medicamento, se considera seguro para pacientes con insuficiencia hepática. Sin embargo, se debe tener precaución al administrarlo a pacientes con enfermedad renal y en estos casos es fundamental seguir las pautas de dosificación para pacientes con problemas renales.
Ha sido categorizado por la FDA como un medicamento C durante el embarazo,generalmente se evita durante la gestación. Se prefiere el uso de otros antihistamínicos con estudios más amplios en mujeres en gestación.
Sin embargo, un gran estudio de cohorte no encontró una asociación aparente entre el uso de fexofenadina durante el embarazo y el riesgo de malformaciones congénitas o muerte fetal.
De acuerdo con las recomendaciones del Colegio Americano de Obstetricias y Ginecólogos (ACOG) y las guías de la ACAAI, se prefiere un antihistamínico de primera generación, como la clorfeniramina, durante el embarazo. Si la paciente no tolera la clorfeniramina, alternativas como loratadina, desloratadina y cetirizina se consideran seguras después del primer trimestre.
Combinada con pseudoefedrina, puede reducir la producción de leche materna. Durante la lactancia, se debe vigilar al bebé para detectar signos de irritabilidad e inquietud.

### Sobredosis
A pesar de los hallazgos en estudios que indican que no induce arritmias ni prolonga significativamente los intervalos QT , algunos informes de casos sugieren una posible asociación entre la fexofenadina y la prolongación del intervalo QT y la arritmia ventricular. El uso concomitante de fexofenadina con bloqueadores hepáticos de la CYP3A4, como la eritromicina y el ketoconazol, puede elevar los niveles de concentración sanguínea. Por el contrario, el uso combinado con fármacos como la rifampicina y la troglitazona puede disminuir los niveles de concentración. Estos efectos probablemente se atribuyen a las interacciones entre estos compuestos y el transportador P-gp, que facilita la eliminación de la fexofenadina del torrente sanguíneo.

### Presentaciones
- Tabletas recubiertas
- Suspensión oral

## Otros usos

### Usos no incluidos en el registro sanitario (Off Label)
Una revisión sistemática evaluó la efectividad de los antihistamínicos H1 orales como terapia complementaria junto con los tratamientos tópicos para el eccema. A pesar de la evidencia variable sobre su efectividad, la revisión indicó que la fexofenadina podría aliviar el prurito. Sin embargo, surgieron desafíos debido a las limitaciones en la calidad de la evidencia. Esto se debe a diseños de estudio deficientes y resultados imprecisos, lo que impide llegar a conclusiones definitivas.

### Controversias
Si bien la fexofenadina se considera un medicamento seguro y eficiente al ser usado según las indicaciones, hay una serie de controversias y preocupaciones relacionadas con su uso:
- Posible asociación con la prolongación de la onda QT y arritmias
- Interacciones medicamentosas
- Eficacia en el tratamiento de Eccema

## Sociedad y cultura

### Nombres de marca
La fexofenadina se comercializa con muchas marcas en todo el mundo a partir de enero de 2017, incluidas: Agimfast, Alafree, Alanil, Alercas, Alerfedine, Alerix, Alertam, Alexia, Allegix, Allegra, Allegratab, Allemax, Allerfast, Allerfen, Allerfexo, Allergo, Allergyna, Allerphast , Allevia, Alrin, Alterfast, Aller-Fex, Altifex, Altiva, Aspen, Axodin, Axofen, BiXin, Bosnum, Dinafex, Elwigra, Ewofex, Fastel, Fastofen, Fastway, Fe Min, Feksine, Fenadex, Fenadin, Fenafex, Fenax, Fenamax, Fenofex, Fentradol, Fesler, Fexadyne, Fexal, Fexalar, Fexallegra, Fexaway, Fexet, Fexgen, Fexidine, Fexigra, Fexine, Fexo, Fexodane, Fexodine, Fexodis, Fexofast, Fexofen, Fexofenaderm, Fexofenadin, Fexofenadina, Fexofenadine, Fexofénadine, Fexofep, Fexofin, Fexogen, Fexomin, Fexon, Fexona, Fexonadinea, Fexoquit, Fexoral, Fexoril, Fexostad, Fexotine, Fexovid, Fixal, Fixit, Fixodin, Flexofen, Foxin, Fynadin, Glodas, Hasalfast, Histafree, Imexofen, Kofixir, Lai Duo Fei, Mayfex, Min Jie, Nefoxef, Neofex, Nolargy, Nosedex, Odafen, Oregra , Radifex, Raltiva, Rapido, Rhinogan, Ridrinal, Rinofen, Rinolast, Ritch, Rui Fei, Sailexi, Tefodine, Telfadin, Telfast, Telfastin, Telfexo, Tellerge, Terfemax, Ternafast, Tocimat, Tofexo, Torfast, Treathay, Vifas, Vifasesh, X-Dine, Xergic y Zefeksal.